# Молалла
Молалла (англ. Molalla River) — река в штате Орегон, США. Правый приток реки Уилламетт, которая в свою очередь является притоком реки Колумбия. Составляет около 80 км в длину; площадь водосборного бассейна — 2271 км².
Берёт начало в округе Клакамас, в Каскадных горах. Течёт преимущественно в северо-западном направлении. Недалеко от своего устья, вблизи города Канбай, Молалла принимает крупный приток Паддинг. К северу от города Канбай, между реками Уилламетт и Молалла, располагается парк штата Молалла-Ривер.
На начало XIX столетия вдоль реки проживал индейский народ молала.